# Offshore Cays
Offshore Cays est un district d'Anguilla.

## Démographie
Évolution de la population, :
| 1974 | 1984 | 1992 | 2001 | 2011 |
| ---- | ---- | ---- | ---- | ---- |
| -    | -    | 4    | 0    | 0    |